# Alexius du Hamel
Chevalier Alexius du Hamel oder Alexis du Hamel (* 1720 in Nizza; † nach 1800) war ein sächsischer Generalleutnant der Kavallerie.

## Leben

### Herkunft
Hamel war Angehöriger eines titulierten französischen Adelsgeschlechts. Franz du Hamel soll ein Verwandter gewesen sein.

### Laufbahn
Hamel stand zunächst in kaiserlichen Militärdiensten, wo er bis zum Premierleutnant avancierte. 1748 trat er mit dem Charakter eines Rittmeisters in die Sächsische Armee ein. 1749 war er Major bei der Garde du Corps. Er wurde 1753 zum Oberstleutnant befördert und erhielt 1760 den Charakter eines Obersts. Im Zeitraum der Jahre 1758 bis 1763 war er auch Adjutant von Prinz Xaver. Weiterhin war bis 1761 Kommandeur des Infanterieregiments Nr. 11. Hamel erhielt zwar mit dem Charakter eines Generalmajors 1776 seinen Abschied mit Pension, wurde aber 1790 zum Generalleutnant ernannt und noch bis 1800 als zum Generalstab gehörig geführt.
Er war Ritter des Militär-St.-Heinrichs-Ordens.